# バラッシ・バーリント

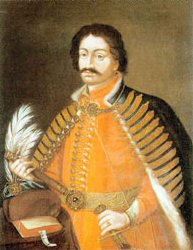
バラッシ・バーリント

バラッシ・バーリント（Balassi Bálint, 1554年10月20日　ゾーヨム Zólyom /アルトゾール Altsohl 城（現スロバキア・ズヴォレン Zvolen） - 1594年5月30日　エステルゴム）は、ハンガリー・ルネサンス期の詩人。バラッシャ・バーリント（Balassa B.）とも呼ばれる。
プロテスタント派の大貴族の長男として生まれる。11歳からニュルンベルクで教育を受け、ドイツの大学を卒業。前途は洋々たるものに思われたが、政変などを発端に、波瀾に富んだ人生を歩むことになった。北ハンガリーの軍司令官だった父が、ハンガリー王でもあった皇帝マクシミリアン2世の命令によって、偽証罪で逮捕されたが、父は脱獄し、家族と共にポーランドへ亡命する。その後容疑は晴れ、一家は無事帰国を許されたが、政治的疑惑の目は、以後もバラッシ家に注がれるようになった。父はハプスブルク家に対する名誉回復を図ろうとして、バーリントをトランシルヴァニアへの軍隊として送り出したりしたため、生涯を戦争に捧げることになる（トランシルバニアはハンガリー独立戦争の中心地とみなされていた）。

## 作品

### Siralmas nékem...
1. Siralmas nékem
idegen földön
már megnyomorodnom,
szívem meghervadt
nagy bánat miatt,
nincs már hova fognom.
2. Laktam földemrül,
szép szerelmemrül
mikor gondolkodom,
jutván eszemben
ott én mint éltem,
könyveimet hullatom.

1. 私には嘆かわしい
異国の地において
このように苦しむのは、
心は萎え果て
大きな苦しみのため、
こらえる術も無い。
2. 長く住んだ地を、
美しい恋人を
想う度、
その地でどのように暮らしたか
はっきりと思い起こされ、
書物に涙をこぼした。

この詩はリゲティ・ジェルジが歌曲にしている。

## バラッシ・バーリント記念の剣賞
優れたハンガリーの詩人と外国の翻訳者に与えられる賞で、2016年には詩人アゴーチ・シャーンドルとともに日本語訳『ヨージェフ・アティッラ詩集』（未知谷）を翻訳した原田清美に贈られた。